# Elim Chan
Elim Chan (čínsky: 陳以琳; * 18. listopadu 1986 Hongkong) je dirigentka a od koncertní sezóny 2019–2020 šéfdirigentka Antverpského symfonického orchestru a od sezóny 2018–2019 hlavní hostující dirigentkou v Královském skotském národním orchestru.

## Studia
Elim Chan zpívala v Hongkongu v dětském sboru a v šesti letech začala hrát na klavír. Bakalářský titul získala ze Smith College v Massachusetts. Následně studovala na University of Michigan, kde byla hudební ředitelkou Symfonického orchestru kampusu University of Michigan a orchestru Michigan Pops Orchestra. Zde absolvovala dirigentský program a v roce 2014 získala magisterský a doktorský titul. V roce 2013 získala stipendium Bruno Waltera a v roce 2015 navštěvovala mistrovské kurzy vedené Bernardem Haitinkem v Lucernu.

## Hudební kariéra
V prosinci 2014 ve věku 28 let Chan vyhrála dirigentskou soutěž Donatelly Flick. V návaznosti na vítězství v této soutěži byla jmenována asistentkou dirigenta v Londýnském symfonickém orchestru pro koncertní sezónu 2015–2016. V sezóně 2016–2017 se zapojila do stipendijního programu Dudamel Fellowship u Losangeleské filharmonie.
V roce 2018–2019 se Elim Chan stala stálou hostující dirigentkou v Královském skotském národním orchestru, kde nahradila Thomase Søndergårda.
Od sezóny 2019–2020 je Elim Chan šéfdirigentkou Antverpského symfonického orchestru, který má stálé sídlo v Sále královny Alžběty (Koningin Elisabethzaal) v Antverpách. Chan je dnes nejmladším šéfdirigentem v historii Antverpského symfonického orchestru, kde před ní působili mimo jiné Edo de Waart a Jaap van Zweden.
Kromě toho Elim Chan vystupovala jako hostující dirigentka v orchestru Mariinského divadla, Hongkongském filharmonickém orchestru, Londýnském symfonickém orchestru, Koninklijk Concertgebouworkest, Lucemburském filharmonickém orchestru, orchestru Philharmonia, Královském liverpoolském filharmonickém orchestru, Symfonickém orchestru frankfurtského rozhlasu, Národním orchestru v Lyonu, Rotterdamském filharmonickém orchestru, Houstonské symfonii a Hudební akademii západu.
V roce 2012 v rámci projektu NAC Summer Music Institute dirigovala Orchestr národního centra umění a Orchestre de la Francophonie v Ottawě, kde spolupracovala s Pinchasem Zukermanem. Zúčastnila se Hudebního festivalu Olympus v Petrohradě a workshopů s Festivalovým orchestrem Cabrillo a Baltimorským symfonickým orchestrem (s Marin Alsop, Gerardem Schwarzem a Gustavem Meierem).

## Osobní život
Elim Chan je zasnoubena s nizozemským perkusionistou Dominique Vleeshouwersem, který v roce 2020 získal Nizozemskou hudební cenu (Nederlandse Muziekprijs).